# Bains sulfureux de Sofaïa
Les bains sulfureux de Sofaïa ou sources sulfureuses de Sofaïa sont des sources chaudes situées à Sainte-Rose en Guadeloupe sur le lieu-dit Sofaïa.

## Histoire

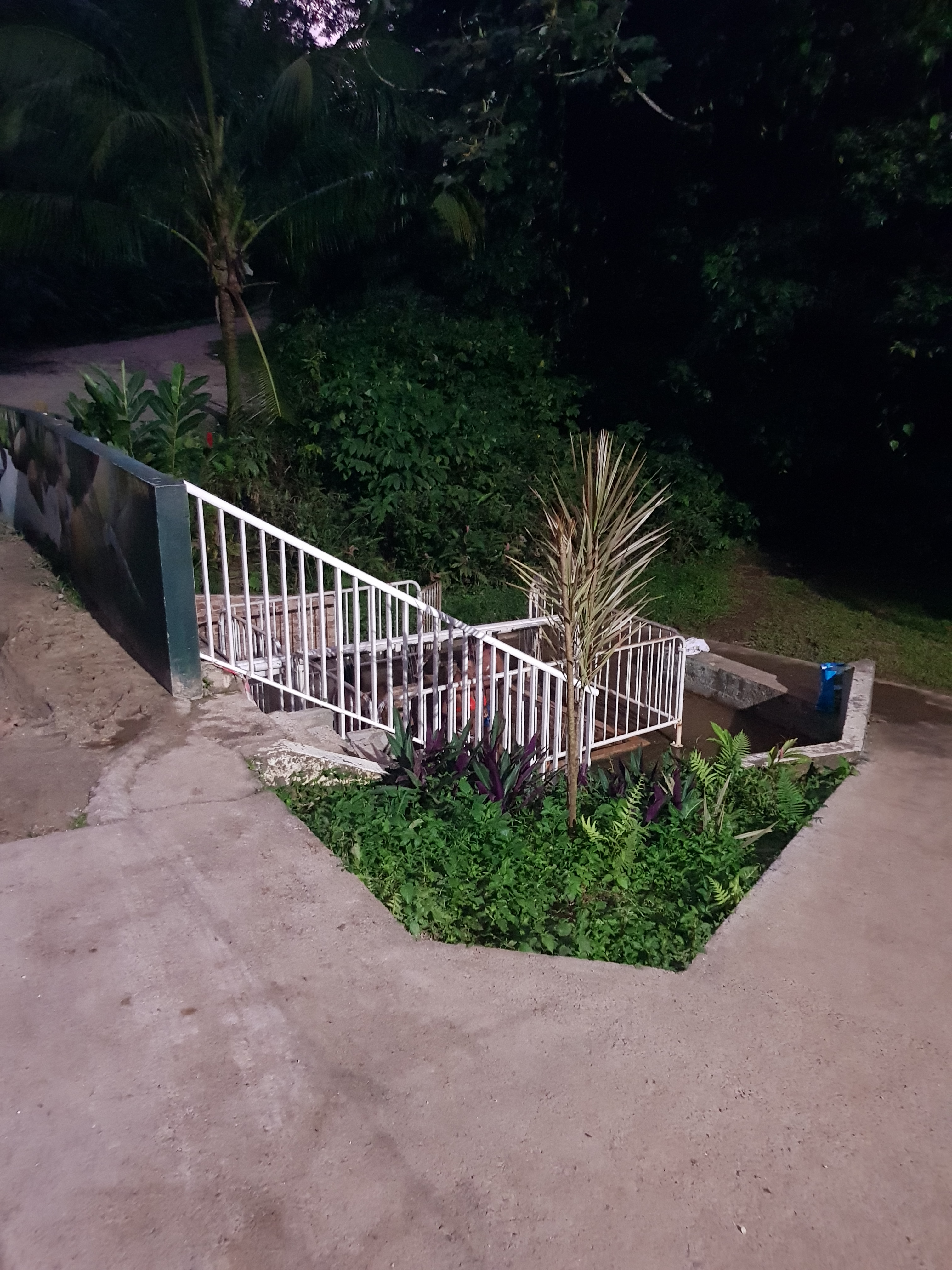
Sofaïa, les douches

Les bains sulfureux de Sofaïa sont apparus lors du tremblement de terre de 1843. En 1852, Adolphe Citardy obtient l'autorisation d'y creuser un bassin. En 1896, Jules Ballet écrit au sujet de la source : « Pour lui donner toute son action , il faudrait supprimer le marécage et capter la source à son griffon. L'endroit a été appelé Sofaia. L'air y est vif et pur, la température modérée ».
Dans les années 1940, un bassin est aménagé. Le lieu étant très fréquenté, il est décidé en 1996 de l'aménagement de douches pour remplacer le bassin. En 2019, la commune réaménage le site.
L'eau est à 31 degrés et aurait des propriétés curatives,.
Les bains sont situés sur une dorsale de sources chaudes allant de Sainte-Rose à Bouillante (Bain du Curé).